# 협도연맹: 도둑들의 전쟁
《협도연맹: 도둑들의 전쟁》(중국어: 俠盜聯盟)은 2017년 공개된 중국의 영화이다.

## 출연진
- 유덕화 - 장단 역
- 서기 - 엽홍 역
- 장징추 - 엠버 리 역
- 양우녕 - 진소보 역
- 장 르노 - 피에르 역
- 사일
- 증지위